# Смажево
Смажево (пол. Smarzewo, нім. Kriesfelde) — село в Польщі, у гміні Сментово-Ґранічне Староґардського повіту Поморського воєводства.
Населення — 72 особи (2011).
У 1975-1998 роках село належало до Гданського воєводства.

## Демографія
Демографічна структура станом на 31 березня 2011 року:
|          | Загалом | Допрацездатний вік | Працездатний вік | Постпрацездатний вік |
| -------- | ------- | ------------------ | ---------------- | -------------------- |
| Чоловіки | 38      | 12                 | 24               | 2                    |
| Жінки    | 34      | 9                  | 19               | 6                    |
| Разом    | 72      | 21                 | 43               | 8                    |